# 69288 Berlioz
69288 Berlioz è un asteroide della fascia principale. Scoperto nel 1990, presenta un'orbita caratterizzata da un semiasse maggiore pari a 2,6116772 UA e da un'eccentricità di 0,2421303, inclinata di 2,43466° rispetto all'eclittica.
L'asteroide è dedicato al compositore francese Hector Berlioz.